# Campeonato Europeo de Remo de 1931
El XXXII Campeonato Europeo de Remo se celebró en París (Francia) en 1931 bajo la organización de la Federación Internacional de Sociedades de Remo (FISA).
En total se disputaron siete pruebas diferentes, todas ellas en la categoría masculina.

## Resultados

### Masculino
| Evento                 | Oro | Plata | Bronce |
| ---------------------- | --- | --- | --- |
| Scull individual M1X   | Édouard Candeveau · Suiza | Enrico Mariani Italia | Vincent Saurin Francia |
| Doble scull M2X        | Helmut von Bidder · Hans Hottinger · Suiza | Béla Szendey Andras Szendey Hungría | Michelangelo Bernasconi Enrico Mariani Italia                                                                                    |
| Dos sin timonel M2-    | Pieter Roelofsen · Godfried Roëll · Países Bajos                                                                                                | Rino Galeazzi Vittorio Lucchini Italia | Edgard Chassaing Robert Lefèvre Francia                                                                                          |
| Dos con timonel M2+    | Anselme Brusa André Giriat Pierre Brunet (t) Francia                                                                                            | Romeo Sisti Zemiro Siboni Guido Spernazzati (t) Italia                                                                                              | Marcel Heitsch · Erwin Allemann · Julien Cotts (t) · Suiza                                                                       |
| Cuatro sin timonel M4- | Gustav Wachtel · Paul Wachtel · Ernst Bühler · Willy Müller · Suiza                                                                             | Henryk Budziński · Zygmunt Kasprzak · Karol Nowakowski · Jan Krenz-Mikołajczak · Polonia                                                            | Pieter Heerema · Richard Weber · Willem Winckel · Gerrit Slotboom · Países Bajos                                                 |
| Cuatro con timonel M4+ | Antonio Garzoni Provenzani Francesco Cossu Giliante D'Este Antonio Ghiardello Carlo Giacinti (t) Italia                                         | Aage Hansen Christian Olsen Walther Christiansen Peter Olsen Poul Richardt (t) Dinamarca                                                            | Karl Schöchlin · Hans Schöchlin · Paul Käser · Hans Niklaus · Antoine Mambretti (t) · Suiza                                      |
| Ocho con timonel M8+   | Albert Bonzano Jean Tarcher Maurice Bernin Daniel Guilbert Charles Luraud Jean Cottez Louis Devillié Émile Lecuirot André Blondiaux (t) Francia | Vittorio Cioni Enrico Garzelli Guglielmo Del Bimbo Dino Barsotti Renato Bracci Eugenio Nenci Mario Balleri Renato Barbieri Cesare Milani (t) Italia | Pál Domonkos Károly Gyurkóczy Kornél Klima László Bartók Béla Blum Hugó Ballya László Szabó Zoltán Török Béla Zoltán (t) Hungría |

## Medallero
| Núm. | País         | Oro | Plata | Bronce | Total |
| ---- | ------------ | --- | ----- | ------ | ----- |
| 1    | Suiza        | 3   | 0     | 2      | 5     |
| 2    | Francia      | 2   | 0     | 2      | 4     |
| 3    | Italia       | 1   | 4     | 1      | 6     |
| 4    | Países Bajos | 1   | 0     | 1      | 2     |
| 5    | Hungría      | 0   | 1     | 1      | 2     |
| 6    | Dinamarca    | 0   | 1     | 0      | 1     |
| 6    | Polonia      | 0   | 1     | 0      | 1     |
|      | TOTAL        | 7   | 7     | 7      | 21    |